# Bảy viên ngọc rồng siêu cấp: Broly
Dragon Ball Super: Broly (ドラゴンボール超 ブロリー Doragon Bōru Sūpā: Burorī) là một bộ phim điện ảnh anime đề tài viễn tưởng và phiêu lưu võ thuật của Nhật Bản năm 2018, đạo diễn bởi Nagamine Tatsuya và kịch bản được viết bởi Toriyama Akira - tác giả Dragon Ball. Đây là tác phẩm điện ảnh thứ hai mươi thuộc series phim chủ đề Dragon Ball, bộ phim thứ ba được sản xuất với sự tham gia trực tiếp của tác giả Toriyama Akira và là bộ phim đầu tiên mang thương hiệu Dragon Ball Super. Miura Daichi thể hiện ca khúc chủ đề với tên gọi là "Blizzard".

## Nhân vật - phân vai
| Nhân vật   | Lồng tiếng                             |
| ---------- | -------------------------------------- |
| Son Goku   | Nozawa Masako                          |
| Vegeta     | Horikawa Ryō                           |
| Broly      | Shimada Bin Morishita Yukiko (lúc nhỏ) |
| Frieza     | Nakao Ryūsei                           |
| Paragus    | Hōki Katsuhisa                         |
| Cheelai    | Mizuki Nana                            |
| Lemo       | Sugita Tomokazu                        |
| Bulma      | Hisakawa Aya                           |
| Whis       | Morita Masakazu                        |
| Piccolo    | Furukawa Toshio                        |
| Beerus     | Yamadera Kōichi                        |
| Kikono     | Kikuchi Masami                         |
| Berryblue  | Saitō Kimiko                           |
| Bardock    | Nozawa Masako                          |
| Beets      | Kirimoto Takuya                        |
| Vua Vegeta | Ginga Banjō                            |
| Gine       | Watanabe Naoko                         |
| Leek       | Azakami Yohei                          |
| King Cold  | Ōtomo Ryūzaburō                        |
| Moroko     | Egawa Hisao                            |
| Daigen     | Matsuyama Takashi                      |
| Raditz     | Chiba Shigeru                          |
| Nappa      | Inada Tetsu                            |
| Taro       | Takatsuka Masaya                       |
| Shito      | Tani Atsuki                            |
| Nion       | N/A                                    |
| Majordomo  | Aomori Shin                            |
| Zarbon     | Miura Hiroaki                          |
| Trunks     | Kusao Takeshi                          |
| Son Goten  | Nozawa Masako                          |
| Bulla      | N/A                                    |
| Pilaf      | Chiba Shigeru                          |
| Mai        | Yamada Eiko                            |
| Shu        | Genda Tessho                           |
| Gogeta     | Nozawa Masako Horikawa Ryo             |
| Thần Long  | Ōtomo Ryūzaburō                        |
| Ba         | N/A                                    |